# Bob Hepple
Sir Bob Alexander Hepple QC (* 11. August 1934 in Johannesburg; † 21. August 2015 in Cambridge) war ein südafrikanisch-britischer Rechtswissenschaftler. Sein Schwerpunkt war das Arbeitsrecht. Er wurde 1963 im Rivonia-Prozess angeklagt, in dem führende Oppositionelle wie Nelson Mandela zu lebenslanger Haft verurteilt wurden. 

## Leben
Hepples Vater war der Sozialist Alexander „Alex“ Hepple, von 1953 bis 1958 Vorsitzender der South African Labour Party, seine Mutter Josephine Zwarenstein. Hepple besuchte von 1947 bis 1954 die Jeppe High School in Johannesburg und studierte an der University of the Witwatersrand, wo er 1954 einen Bachelor of Arts und 1957 – als Jahrgangsbester – einen Bachelor of Law erwarb. In dieser Zeit war er als Studentenführer tätig, unter anderem als Chairman der Student Liberal Association. 1952 wurde er wegen eines Verstoßes gegen den Illegal Squatting Act festgenommen, weil er und andere in einer Township zu einem Konzert eingeladen hatte, das aber als politische Demonstration gegen die Apartheid gedacht war. Er wurde freigesprochen. 1959 bis 1961 war Hepple Dozent an der Witwatersrand-Universität, 1962 bis 1963 arbeitete er als Anwalt. Außerdem war er juristischer Berater des Gewerkschaftsdachverbandes South African Congress of Trade Unions. Nach der Verhängung des Ausnahmezustandes im Zuge des Sharpeville-Massakers im Jahr 1960 führte er mit einer Vollmacht der inhaftierten Gewerkschaftsführer die Geschäfte einzelner Gewerkschaften von Schwarzen. Hepple war Mitglied des 1962 gebannten Congress of Democrats.
Bob Hepple gehörte zum Unterstützerkreis für den im Untergrund lebenden Nelson Mandela. 1962 wurde Mandela gefasst und wegen Anstiftung zum Streik und illegalen Grenzübertritts angeklagt. Da Mandelas Anwalt Joe Slovo gebannt war, beauftragte Mandela Hepple mit seiner Verteidigung. Mandela wurde zu fünf Jahren Gefängnis verurteilt. Am 11. Juli 1963 wurde Hepple nach einer Polizeirazzia auf der Liliesleaf Farm in Rivonia inhaftiert. Die Farm hatte als geheime Zentrale der Führung des Umkhonto we Sizwe (MK) gedient, des bewaffneten Arms von African National Congress (ANC) und South African Communist Party (SACP). Hepple wurde als Accused No. 11 wie zehn andere Häftlinge der Sabotage angeklagt. In der Untersuchungshaft wurde er gefoltert. Er bot sich pro forma als Belastungszeuge an und wurde daraufhin entlassen. Bevor er aber aussagen musste, floh er mit Hilfe des Anwalts Bram Fischer mit seiner Frau über Betschuanaland und Tanganjika nach Großbritannien; die beiden Kinder reisten einige Monate später aus.
Bis 1966 studierte Hepple am Clare College der University of Cambridge, wo er einen Bachelor of Law (First Class) erwarb. 1966 bis 1968 war er Dozent an der University of Nottingham, bevor er zurück nach Cambridge zog, wo er Fellow am Clare College wurde und von 1969 bis 1976 als Dozent arbeitete. 1976 wurde er zum Professor für Vergleichendes Sozial- und Arbeitsrecht an der University of Kent in Canterbury berufen. 1982 bis 1993 war er Professor für Englisches Recht am University College London – von 1989 bis 1993 leitete er als Dean die Fakultät. 1990 kehrte er erstmals nach Südafrika zurück; 1991 half er bei der Novellierung des Arbeitsrechts für das gerade unabhängig gewordene Namibia. Bis 2003 war er zehn Jahre lang Master des Clare College, von 1995 bis 2001 Professor für Rechtswissenschaften an der University of Cambridge. 2000 bis 2005 war er Honorarprofessor an der University of Cape Town. 2003 berief man ihn zum Fellow der British Academy. Er war unter anderem als Berater der Europäischen Kommission und der Internationalen Arbeitsorganisation (ILO) tätig.
Hepple heiratete 1960 Shirley Goldsmith, mit der er zwei Kinder bekam. Nach der Scheidung 1994 heiratete er im selben Jahr Mary Coussey, die zwei Kinder in die Ehe einbrachte.

## Auszeichnungen
- Hepple hielt Ehrendoktorwürden der University of the Witwatersrand, der University of Cape Town, des University College London und der Universita degli Studi in Bari.[3]
- Ab 1996 trug er den Ehrentitel Queen’s Counsel (QC).
- 2004 wurde er für seine akademischen Verdienste durch Ritterschlag von Prinz Charles als Knight Bachelor („Sir“) geadelt.[5][6]
- 2014 erhielt er den südafrikanischen Order of Luthuli in Gold.[3]

## Werke
Hepple verfasste zahlreiche Werke zum Arbeitsrecht, darunter Band XV der International Encyclopedia of Comparative Law, und zu weiteren juristischen Themen. Daneben schrieb er eine Biografie seines Vaters und ein Buch über Nelson Mandela in der Zeit von 1960 bis 1963. Die ausführliche Bibliografie findet sich unter Weblinks.